# Hrdinové
Hrdinové (v anglickém originále Heroes) je americký sci-fi seriál od scenáristy Tima Kringa. V USA měl seriál premiéru 25. září 2006 na NBC, v České republice 3. ledna 2008 na televizi Prima. Poslední díl byl v premiéře odvysílán v USA 8. února 2010. Celkem byly natočeny 4 série o 77 dílech.
Televize NBC v únoru 2014 ohlásila záměr natočit seriál Hrdinové: Znovuzrození, který byl odvysílán v letech 2015–2016.

## Obsah
Hlavními postavami jsou obyčejní lidé, kteří pomalu objevují své nadpřirozené schopnosti (například teleportace, předvídání budoucnosti, neviditelnost). Brzy zjistí, že jejich úkolem je zabránit katastrofě a zachránit lidstvo.

## Řady a díly
| Řada | Díly | Premiéra v USA | Premiéra v USA    | Podtitul                |
| Řada | Díly | První díl      | Poslední díl      | Podtitul                |
| ---- | ---- | -------------- | ----------------- | ----------------------- |
| 1    | 23   | 25. září 2006  | 21. května 2007   | Kniha první: Genesis    |
| 2    | 11   | 24. září 2007  | 3. prosince 2007  | Kniha druhá: Pokolení   |
| 3    | 13   | 29. září 2008  | 15. prosince 2008 | Kniha třetí: Zlosynové  |
| 3    | 12   | 2. února 2009  | 27. dubna 2009    | Kniha čtvrtá: Uprchlíci |
| 4    | 19   | 21. září 2009  | 9. února 2010     | Kniha pátá: Vykoupení   |

## Postavy

### Hlavní postavy
- Claire Bennetová (Hayden Panettiereová) - Středoškolská roztleskávačka se schopností spontánní regenerace, která zahrnuje i dorůstání částí těla. Díky ní je v podstatě nesmrtelná, proto v epizodě "The Second Coming" přežije útok vraha Sylara, který přebírá schopnosti ostatních tím, že je zabíjí.
- Noah Bennet (Jack Coleman) - Adoptivní otec Claire. Tajný agent pracující pro a později proti Společnosti, organizaci, která se zabývá vyhledáváním (či spíše pronásledováním) lidí se zvláštními schopnostmi a zkoumáním jejich nadání. Pro "svou holčičku" by udělal první poslední.
- Peter Petrelli (Milo Ventimiglia) - Dokáže si pouhým dotykem osvojit schopnosti ostatních "hrdinů" a později je replikovat i bez jejich přítomnosti. V pozdějších sériích však tuto schopnost ztratí kvůli svému otci a pak pomocí léku obnoví jen část z ní, takže potom dokáže udržet už vždy jen jednu schopnost (pokaždé, když převezme novou schopnost, ztratí tu předchozí). Pracuje jako pomocný lékařský personál - nejprve je ošetřovatelem nevyléčitelně nemocných, později se stane záchranářem.
- Nathan Petrelli (Adrian Pasdar) - Úspěšný politik, starší bratr Petera a biologický otec Claire Bennetové. Umí létat.
- Angela Petrelliová (Christina Roseová) - Matka Nathana a Petera, obratná manipulátorka. Má prorocké sny.
- Hiro Nakamura (Masi Oka) - Japonský úředník, ovládající časo-prostorové kontinuum (zastavování a zpomalování času, teleportace, cestování časem). Na první pohled poněkud potrhlý fanda komiksů a seriálu Star Trek, ve skutečnosti však čestný a odvážný muž, který chce své schopnosti používat výhradně aby pomáhal druhým.
- Ando Masahashi (James Kyson Lee) - Nejlepší přítel a zároveň i kolega Hira Nakamury, který ho doprovází při většině jeho dobrodružství. Na rozdíl od svého idealistického kamaráda stojí nohama pevně na zemi a právě on mu vymyslel přezdívku "super-Hiro" (čte se stejně jako anglický výraz "superhero" - doslova superhrdina - jímž se označují hlavní postavy komiksů). Nejprve je obyčejným člověkem bez jakýchkoli zvláštních schopností, později díky medikamentu vytvořenému doktorem Sureshem získá schopnost zesilovat schopnosti ostatních.
- Mohinder Suresh (Sendhil Ramamurthy) - Genetik, syn uznávaného indického vědce Chandry Sureshe, který byl za záhadných okolností zavražděn v New Yorku. Mohinder se vydává do Ameriky, aby vyšetřil jeho smrt a přitom objeví existenci lidí s výjimečnými schopnostmi. Zpočátku je obyčejný člověk, na začátku 3. série získá schopnost supersíly a obratnosti.
- Matt Parkman (Greg Grunberg) - Policista se schopností telepatie a psychické manipulace (myšlenkou přinutí jedince udělat to, co chce). Stejné nadání má i jeho otec Maury Parkman (Alan Blumenfeld). Matt je ženatý, v průběhu seriálu se mu narodí syn Matt Jr.
- Sylar aka Gabriel Gray (Zachary Quinto) - Bývalý hodinář, sériový vrah, který "ví jak věci fungují". Podobně jako Peter Petrelli dokáže převzít cizí schopnosti. Na rozdíl od něj je ale získává násilným způsobem, rozříznutím lebky oběti. Touží po získávání stále nových schopností, proto loví ostatní výjimečné jedince.
- Tracy Straussová (Ali Larterová) - Asistentka guvernéra, sestra-trojče Nikki Sandersové. Ovládá kryokinezi (zmrazování a kontrola nad ledem a vodou).

### Vedlejší postavy
- Isaac Mendez (Santiago Cabrera) - Umělec, který upadá do transu, během nějž maluje výjevy z budoucnosti. V první sérii tvoří milostný trojúhelník spolu s bývalou přítelkyní Simone Deveauxová (Tawny Cypressová), která váhá mezi ním a svým současným přítelem Peterem Petrellim. Z této trojice přežije první sérii jen Peter. Isaac je autorem komiksu předpovídajícího budoucnost, jehož četba během seriálu několikrát pomůže Hirovi Nakamurovi.
- Niki Sandersová (Ali Larterová) - Manželka D. L. Hawkinse a matka jejich malého syna. Má rozdvojenou osobnost - její "druhé já" Jessica ovládá supersílu. Je sestrou Tracy Straussové, o jejíž existenci však nemá ani tušení, neboť byly rozděleny hned po narození.
- D. L. Hawkins (Leonard Roberts) - Dokáže procházet skrz pevný materiál.
- Micah Sanders (Noah Gray-Cabey) - Syn Niki a D.L. Hawkinse. Ovládá technopatii (kontrola nad elektronickými zařízeními). Po smrti svých rodičů žije u pratety v New Orleans a když vláda začne pronásledovat lidi s výjimečnými schopnostmi, rozhodne se svým soukmenovcům pomáhat pod skrytou identitou s přezdívkou "Rebel".
- Haiťan (Jimmy Jean-Louis) - Zaměstnanec Společnosti, notoricky známý pod přezdívkou, kterou dostal podle svého rodiště, ostrova Haiti. Dokáže mazat vzpomínky a již pouhá jeho přítomnost způsobuje, že ostatní "hrdinové" v jeho blízkosti dočasně ztrácejí své schopnosti. Jeho bratr Baron Samedi (Demetrius Grosse) je nezranitelný kvůli své schopnosti (má neproniknutelnou kůži) a na rodném Haiti ho proto považuji za boha.
- Maya Harrerová (Dania Ramirezová) - Ilegální imigrantka z Mexika. Ve stresu její oči začnou produkovat smrtící virus, který bez včasného zastavení zabije všechny kolem. Jediný, kdo tomu dokáže zabránit, je její bratr-dvojče Alejandro (Shalim Ortiz), jehož schopností je neutralizovat virus, který Maya vypouští.
- Adam Monroe (David Anders) - Má schopnost spontánní regenerace, což ho činí nesmrtelným. V Japonsku 17. století, kam se tento rodák z Anglie vypravil získat bohatství, vystupoval jako legendární šermíř Takezo Kensei. Toto jméno však ve skutečnosti proslavil Hiro Nakamura, který se začal vydávat za Kenseie poté, co zjistil, že muž, který by podle legend měl být odvážným hrdinou a zachráncem, je ve skutečnosti zbabělý ničema, kterému se konat hrdinské skutky vůbec nechce (což by znamenalo porušení časové linie).

### Ostatní
- Monica Dawsonová (Dana Davisová) - Ovládá adaptivní svalovou paměť (dokáže replikovat jakýkoliv fyzicky možný pohyb).
- Bob Bishop (Stephen Tobolowsky) - Pracuje pro Společnost. Proměňuje kovy ve zlato. Je otcem Elle.
- Elle Bishopová (Kristen Bellová) - Produkuje různě silné elektrické výboje.
- Kaito Nakamura (George Takei) - Otec Hira Nakamury, zámožný podnikatel a majitel prosperující japonské firmy. Jeden ze zakladatelů Společnosti.
- Mr. Linderman (Malcolm McDowell) - Uzdravuje, oživuje. Je hlavou mafie v Las Vegas a jedním z čelných představitelů Společnosti.
- Meredith Gordonová (Jessalyn Gilsigová) - Pyrokynetička. Biologická matka Claire Bennetové, sestra Flinta.
- Flint (Blake Shields) - Pyrokineze.
- Thompson (Eric Roberts) - Pracuje pro Společnost
- Eden McCain (Nora Zehetner) - Vnucování.
- Molly Walkerová (Adiar Tishlerová) - Malá dívenka, jejíž schopností je najít kohokoliv a kdekoliv.
- Claude Rains (Christopher Eccleston) - Neviditelnost.
- West Rosen (Nicholas D'Agosto) - Dokáže létat.
- Ted Sprague (Matthew John Armstrong) - Produkce radioaktivity.
- Candice Wilmer (Missy Peregrymová) - Vytváření iluzí.
- The German (Ken Lally) - Telekineze.
- Eric Doyle (David H. Lawrence) - Ovládání lidí.
- Benjamin “Knox” Washington (Jamie Hector) - Čerpá energii za strachu lidí, ovládá super-sílu.
- Jesse Murphy (Francis Capra) - Silný hlas (vytváření silných zvukových vln).
- Daphne Millbrooková (Brea Grantová) - Super-rychlost.
- Stephen Canfield (Andre Royo)

## Galerie

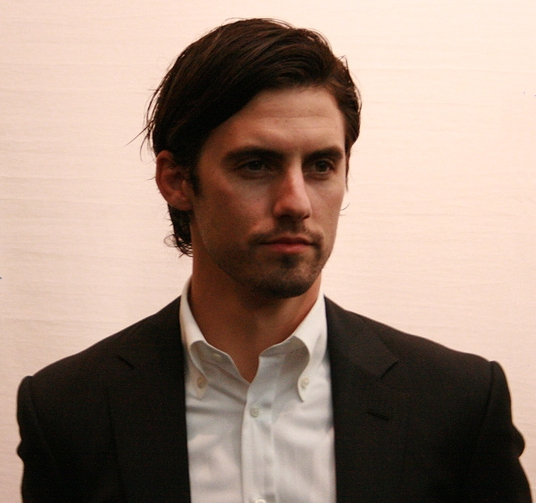
Milo Ventimiglia jako Peter Petrelli
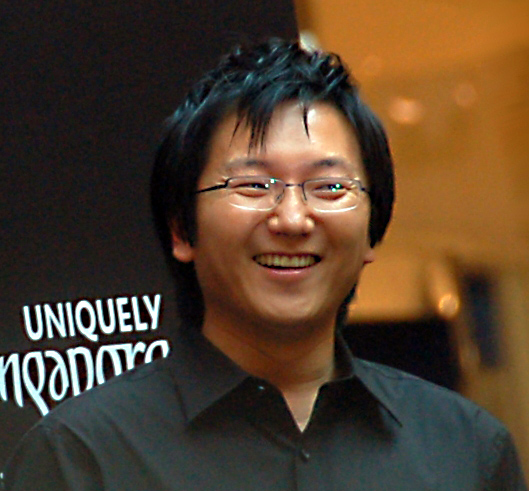
Masi Oka, představitel Hira Nakamury
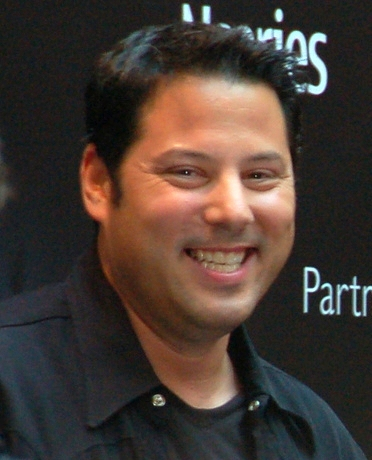
Greg Grunberg jako Matt Parkman
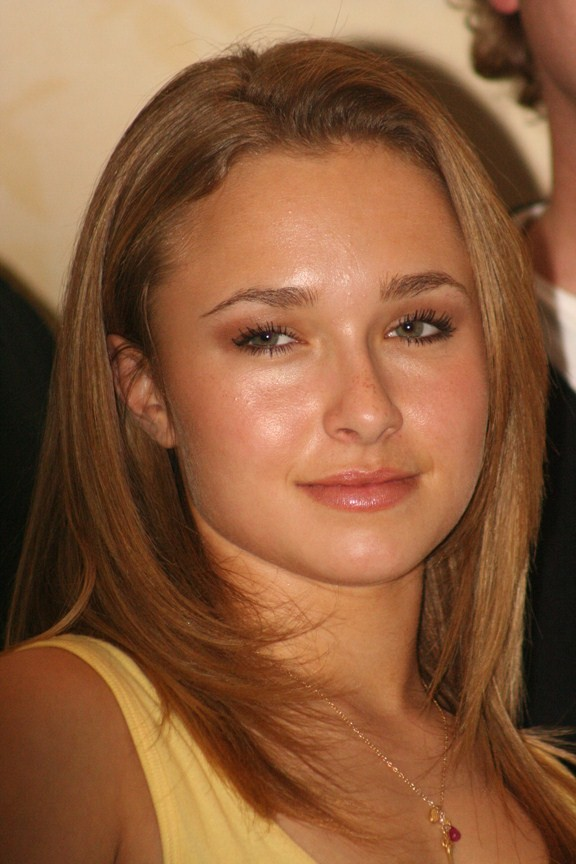
Hayden Panettiereová jako Claire Bennetová
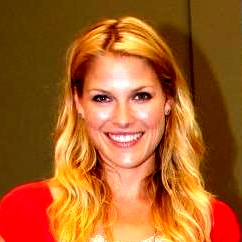
Ali Larterová jako Niki Sandersová
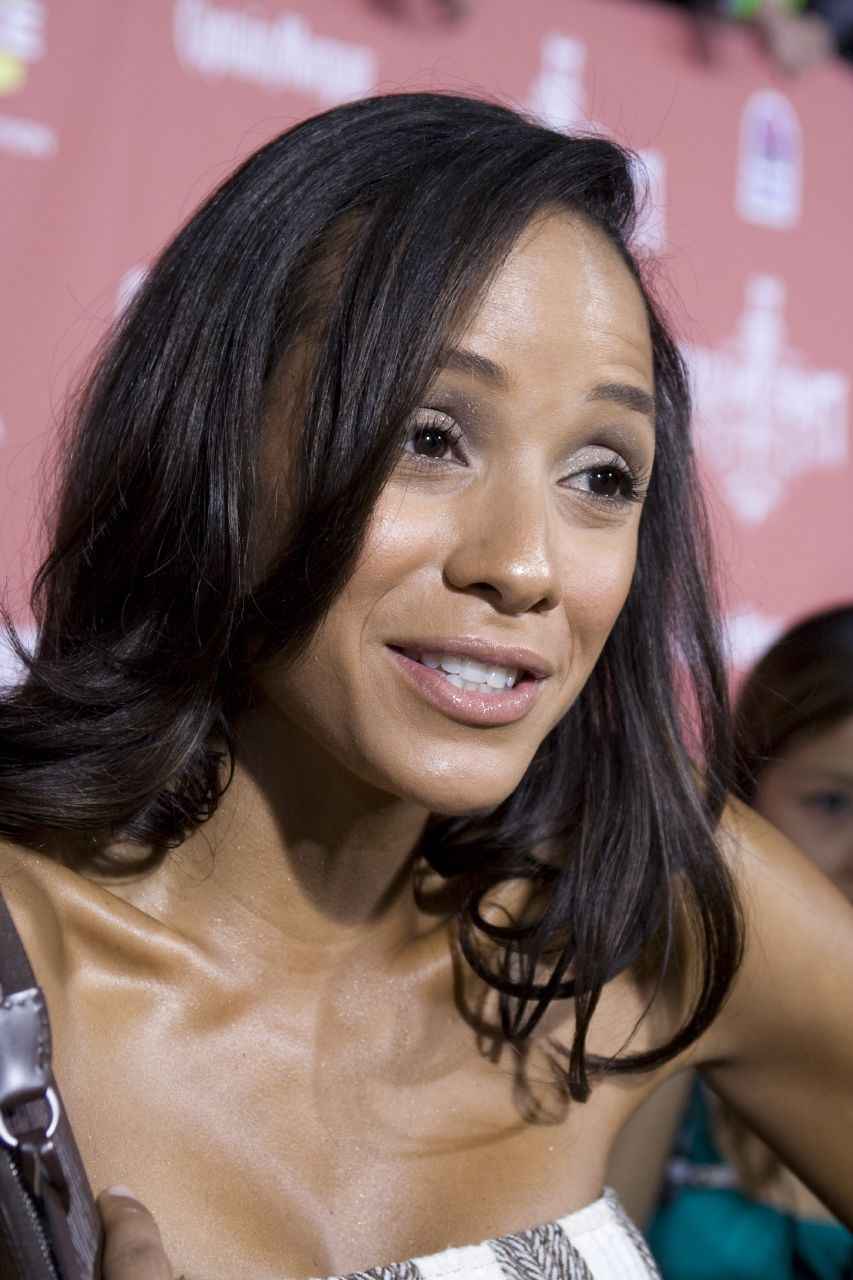
Dania Ramirezová, představitelka Mayi